# Błociszewo
Błociszewo – wieś w Polsce, położona w województwie wielkopolskim, w powiecie śremskim, w gminie Śrem. 
| SIMC    | Nazwa    | Rodzaj    |
| ------- | -------- | --------- |
| 0596145 | Barbarki | część wsi |

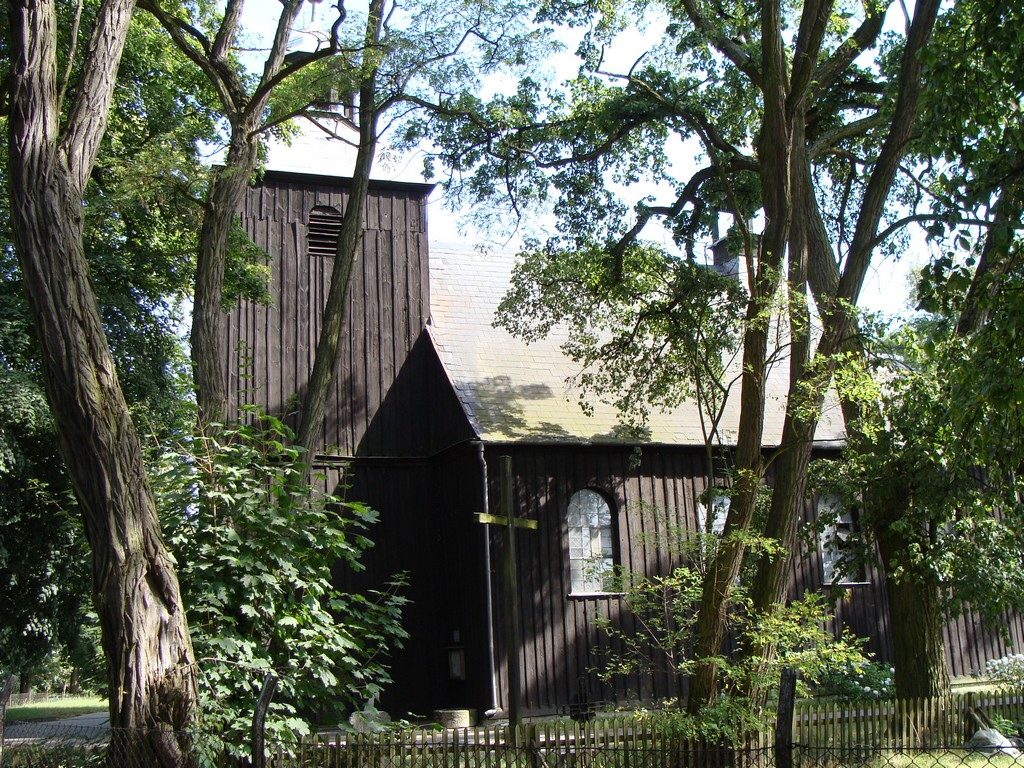
Kościół św. Michała Archanioła

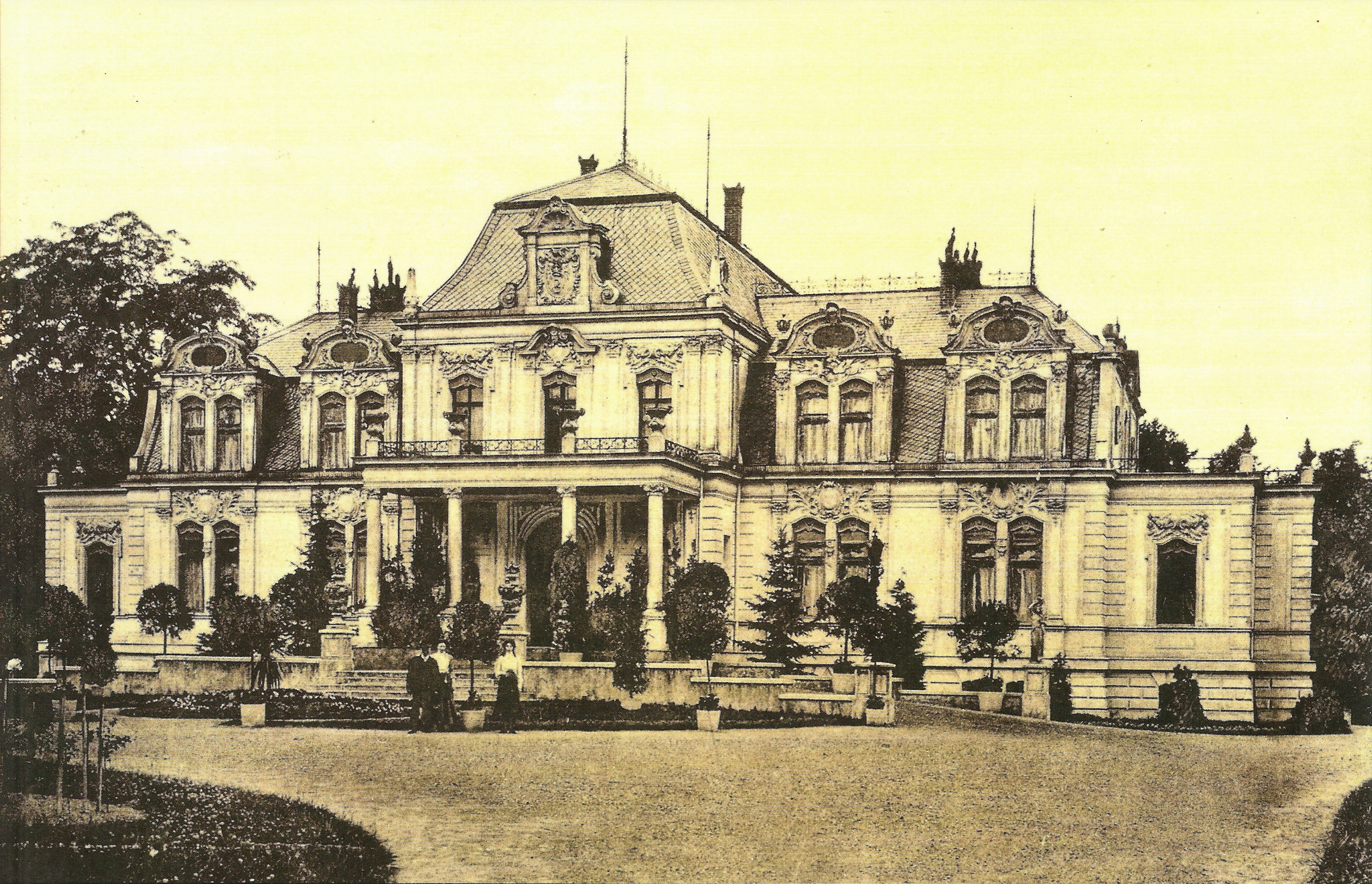
Widok pałacu w 1912 r.

W latach 1975–1998 miejscowość administracyjnie należała do województwa poznańskiego.
Wieś położona była w 1580 roku w powiecie kościańskim województwa poznańskiego.
Błociszewo jest położone 8 km od Śremu przy drodze powiatowej nr 3897 do Kościana, znajduje się na terenie Parku Krajobrazowego im. gen. Dezyderego Chłapowskiego. W centrum znajduje się skrzyżowanie z drogą powiatową nr 4069 do z Pucołowa do Kadzewa. Przez wieś przebiega Droga św. Jakuba – wielkopolski odcinek szlaku pielgrzymkowego do katedry w Santiago de Compostela w Galicji w północno-zachodniej Hiszpanii.
W dokumentach pierwsza wzmianka pochodzi z 1358 i wspomina Jakusza, z rodu Ostojów. Wieś zawsze stanowiła własność szlachecką. Najpierw właścicielami byli Błociszewscy herbu Ostoja, od XVIII wieku Kęszyccy, herbu Nałęcz. Tutaj mieszkał Daniel Kęszycki (1884-1936) – organizator powstania wielkopolskiego. W 1408 dziedzice wsi, Jan i Mikołaj Błociszewscy wybudowali pierwszy kościół, który erygował Wojciech, herbu Jastrzębiec, biskup poznański. Znajdowały się w nim dwie kaplice, w których były groby rodzinne Błociszewskich i Krzyżanowskich.
Zabytkami wsi są:
- Kościół Świętego Michała Archanioła.
- Kaplica grobowa Kęszyckich – klasycystyczna z końca XIX wieku, obok kościoła[14].
- Kostnica – znajduje się na cmentarzu kościelnym z drugiej połowy XIX wieku, chroniona prawem.
- Pałac Kęszyckich – w parku krajobrazowym z końca XVIII w., neorokokowy, z 1893 r. projektu Kazimierza Skórzewskiego, nakryty dachem mansardowym z lukarnami, bogata dekoracja architektoniczna nawiązująca do wzorów barokowych i rokokowych. Zabytek chroniony prawem.
- Figura Matki Boskiej – przy bramie wejściowej do parku, kamienna z 1905 r. projektu rzeźbiarza z Poznania Władysława Marcinkowskiego.
- Zabytkowe domy mieszkalne.
- Cmentarze przy kościele i parafialny[15].

Świątkami przydrożnymi oprócz figury Matki Boskiej jest figura św. Jana Nepomucena z poł. XIX wieku stojąca przed kościołem, figura św. Rocha z 1867 przy drodze do Krzyżanowa, figura Najświętszego Serca Jezusa przy ul. Kasztanowej, figury Krzyża Świętego z 1834 przy wjeździe do parku oraz z 1949 na prywatnej posesji, figura Dzieciątka Jezus, grota Niepokalanego Serca Matki Boskiej przy kościele, cztery krzyże przydrożne: dwa przy drodze do Krzyżanowa, przy ul. Polnej oraz przy dukcie leśnym do Nochowa
We wsi znajduje się filia Biblioteki Publicznej im. Heliodora Święcickiego w Śremie, według danych z 31 grudnia 2008 znajduje się tutaj 7598 woluminów, z biblioteki korzysta 130 czytelników, którzy odwiedzili ją 1570 razy, wypożyczyli 2433 książek i 559 czasopism.
Na południe od Błociszewa znajduje się obszar źródliskowy Kanału Szymanowo-Grzybno.